# Красный Сокол (станция)
Кра́сный Со́кол — промежуточная железнодорожная станция Октябрьской железной дороги на 53,24 км перегона Боровинка — Бородинское.

## Общие сведения
Расположена в Каменногорском городском поселении Выборгского района Ленинградской области. По состоянию на 2019 год путевое развитие станции составляет пять путей. К чётной (восточной) горловине примыкает подъездной путь от карьера «Сысоевский» ООО «Гранит». Станция также обслуживает карьер «Красновское» ЗАО «Выборгское карьероуправление»
.
Станция Сысоевская была открыта в 1981 году, сразу после того как был построен «Сысоевский» карьер. Станция предназначалась для отправки «рваного» гранита на станцию Лисий Нос для строительства дамбы. После 1987 года станция была переименована в Красный Сокол (по названию посёлка, находившегося в нескольких километрах от станции), во избежание путаницы со станциями, имевшими сходные по написанию наименования
.
Станция находится на линии с полуавтоблокировкой, которую обеспечивает пост ЭЦ, расположенный в отдельном двухэтажном здании. На посту несёт службу дежурный по станции. Вокзал и билетная касса отсутствуют. Билеты приобретаются у кондуктора. На остановочном пункте выложена новая пассажирская платформа, установлен современный пассажирский павильон, а также новая информационная табличка с названием остановочного пункта.
Пригородное движение по станции осуществляется двумя парами поездов Выборг — Хийтола — Выборг.

## Галерея
- Станция Красный Сокол
- Схема путевого развития ст. Красный Сокол
- Подъездной путь от карьера «Сысоевский»
- Вид в сторону Боровинки
- Вид в сторону Бородинского
- Вид со стороны Бородинского
- Пассажирская платформа. Вид со стороны Боровинки